# Band FM Triângulo
Band FM Triângulo é uma emissora de rádio brasileira concessionada em Araguari, mas sediada em Uberlândia, ambas cidades do estado de Minas Gerais. Opera em FM na frequência 99,9 MHz e é uma emissora própria da Band FM. A frequência já integrou anteriormente as redes Nativa e Play FM, ambas de propriedade do Grupo Bandeirantes de Comunicação. Seus estúdios estão localizados na sede da Band Triângulo, em Uberlândia (MG).

## História
Em meados de 1990, nasceu a Canal Um FM na frequência, uma emissora com formato adulto-contemporâneo.
Por volta dos anos 2000, o Grupo Bandeirantes de Comunicação comprou a frequência, aumentando seu portfólio de rádios. Assim, em 2003, nasceu a Band FM Uberlândia, tornando-se mais uma emissora própria. Devido ao baixo rendimento, a frequência foi arrendada à IURD em 2005, retransmitindo a programação da Rede Aleluia. Em 2011, a Rede Aleluia saiu do ar na frequência, e havia boatos que a Nativa FM estaria chegando na cidade, o que não aconteceu, devido à renovação do contrato.
Depois de 15 anos, devido à migração AM-FM da Rádio Uberlândia que foi para a frequência FM 97,7, que ocorreu na segunda semana de abril de 2020, o arrendamento da FM 99,9 foi desfeito. No dia 13 de abril, a frequência passou a retransmitir a programação da Nativa FM.
Dois meses depois, a Nativa FM começou suas atividades no dia 15 de junho, com a estreia ocorrendo às 18h, na abertura do Arena Nativa. Nos horários locais, a emissora conta com o locutor Magal (ex-Clube FM Uberlândia) e Verônica Santos (que também trabalha na Nativa FM Campinas). 
Em agosto de 2021, o Grupo Bandeirantes anunciou a saída da Nativa FM da frequência para a entrada da Play FM, como uma forma de fortalecer a rede que estreou no ano anterior, além de oferecer uma opção diferente no dial da região. Inicialmente, a estreia estava prevista para 1 de setembro, mas, devido a questões técnicas, foi adiada. Com isso, estreia aconteceu às 12h do dia 8 de setembro, durante o programa Café com Bobagem.
Com o fim da rede Play FM, extinta em 31 de dezembro de 2022, a emissora começou a trocar as músicas adultas por músicas populares enquanto o novo projeto estava sendo definido. 
Em 2023, na primeira semana de janeiro, foi informado nas redes sociais que a Band FM retornaria ao Triângulo, preenchendo a lacuna e tendo sua reestreia marcada para dia 23.